# Sebastian Frehner

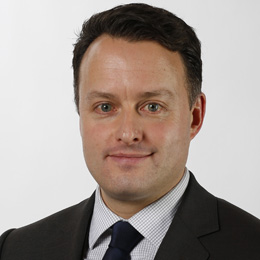
Sebastian Frehner (2019)

Sebastian Frehner (* 2. September 1973 in Basel; heimatberechtigt in Urnäsch und Basel) ist ein Schweizer Politiker (SVP).

## Leben
Frehner besuchte das Wirtschaftsgymnasium in Basel. Nach der Matura 1994 studierte er Rechtswissenschaften an der Universität Freiburg und schloss 2000 mit dem Lizenziat ab. Im Juni 2007 wurde er dort mit der Dissertation Die zivilrechtliche Unzulässigkeit von Wettbewerbsabreden promoviert (ISBN 978-3-7190-2681-3). Zudem ist er Revisor mit Zulassung der Eidgenössischen Revisionsaufsichtsbehörde (RAB).
Er ist als Unternehmer im Bereich Unternehmensberatung und Public Affairs tätig. Zuvor war er zusammen mit Joël Thüring im Bereich Polit Consulting tätig. Da Thüring in verschiedene Skandale verwickelt war, trennte sich Frehner von ihm. Ausserdem war Frehner von 2009 bis 2017 Mitglied des Bankrats der Basler Kantonalbank und von 2015 bis 2019 Verwaltungsrat der Bank Cler.
Er ist verheiratet und wohnt in Riehen.

## Politik
Im Sommer 1996 trat Frehner in die SVP Basel-Stadt ein. Im Herbst 2004 wurde er in den Grossen Rat gewählt, dem er vom 2. Februar 2005 bis 30. September 2014 angehörte. Er war Präsident der Disziplinarkommission und Mitglied der Finanzkommission.
Ab Januar 2006 war Frehner Mitglied der Geschäftsleitung und Vizepräsident der SVP Basel-Stadt, seit dem 8. April 2006 gehörte er dem Zentralvorstand der SVP Schweiz an. Bei den Schweizer Parlamentswahlen 2007 schaffte er es auf den zweiten Platz hinter dem gewählten Nationalrat Jean Henri Dunant. Nach dessen Rücktritt trat Frehner am 29. November 2010 in den Nationalrat ein. Bei den Wahlen vom 23. Oktober 2011 und 18. Oktober 2015 wurde er wiedergewählt. Er war während seiner gesamten Amtszeit Mitglied der Kommission für soziale Sicherheit und Gesundheit des Nationalrates, zudem von 2015 bis 2019 Mitglied der Finanzkommission des Nationalrates sowie von 2011 bis 2019 Mitglied der Gerichtskommission der Vereinigten Bundesversammlung. Bei den Parlamentswahlen 2019 verlor Frehner seinen Sitz im Nationalrat und erklärte seinen Rückzug aus der aktiven Politik.
In seiner Zeit als Nationalrat machte er sich als Gesundheits- und Finanzpolitiker einen Namen. Er setzte sich vor allem für Wirtschaftsanliegen ein und gehörte folgenden wirtschaftsnahen Gremien an: Beirat Groupe Mutuel, Beirat SwissBoardForum, Beirat Gastrosuisse, Beirat Spiritsuisse, Beirat Treuhandsuisse, Beirat Swiss Retail Federation. Er hatte zudem den Ruf, ein Lobbyist der Basler Pharmaindustrie zu sein. Er war Mitglied der Interessengemeinschaft Biomedizinische Forschung und Innovation (interpharma) und der Arbeitsgruppe Gesundheit (Vereinigung Pharmafirmen in der Schweiz).
Von 2009 bis 2017 war er Präsident der SVP Basel-Stadt. Als solcher verfolgte er einen eigenständigen Kurs und galt deshalb als Gegenspieler von SVP-Übervater Christoph Blocher.
Er ist Mitglied der 2013 auf Initiative der Getränkehersteller gegründeten Lobbygruppe für Süssgetränke IG Erfrischungsgetränke.